# Közművelődés Erdélyben
Közművelődés Erdélyben – az iskolai oktatáson kívüli népművelés az erdélyi magyarság életében a nyelvi és kulturális megmaradás rendkívül fontos eszköze, mert a nagyrészt szórványban élő vagy a székelyföldi magyar lakossághoz különleges demográfiai helyzetében nehezen jut el a magyar szellemi központokból sugárzó kultúra.

## 1918 után
Az elmaradt gazdasági viszonyokból származó szegénység  már a 19. században szükségessé tette az 1885. április 12-én alakult Erdélyi Magyar Közművelődési Egyesület (EMKE) létrehozását. Ez a régi politikai viszonyok közt megfelelő társadalmi segítségre támaszkodhatott, de az 1918-as államfordulat után megfosztatván javaitól s a harmincas évek közepéig az állami jóváhagyás körüli huzavona miatt egyre összébb zsugorodott.
A kisebbségivé válás körülményei között az erdélyi magyar közművelődés gondját az önerejéből fellendülő Erdélyi Gazdasági Egyesület (EMGE) gazdaköri hálózata, egyidejűleg a szövetkezeti mozgalom s kettőjük szakmai jellegű, de népszerű sajtója viselte. Tömeghatást ért el falun-városon 1921-től a Gyallay Domokos szerkesztette Magyar Nép című hetilap, valamint az 1923-tól megindult Magyar Nép Könyvtára sorozat. A közművelődés terén különleges iskolán kívüli szerepet is vállalt az egyházak kezdeményezte népfőiskola mozgalom. Az alulról jövő helyi magyar önszerveződés otthonaivá váltak a Művelődési Házak.

## 1944 után
1944 fordulata után az Magyar Népi Szövetség (MNSZ) közművelődési osztálya támogatta a Kiss Jenő főtitkárral az élen újjászervezkedő EMKE működését, majd a hagyományos intézmények felszámolása után közvetlenül maga folytatta a magyar közművelődés ápolását, így a Petőfi-versenyek és a szabadegyetemek rendezésével, felkarolva a nemzeti hagyományokat, a népi kultúrát és a műkedvelés különböző formáit. Jelentős szerepe volt mindebben a Művelődés (eredetileg Művelődési Útmutató) című folyóiratnak is. Előbb az MNSZ feloszlatása (1953), majd a lap megszüntetése (1985) teljesen a diktatúra szolgálatában álló hivatali szervekre hagyta a népművelés kérdését.

## 1989 december után
Változást hozott a diktatúra bukása után, hogy Brassóban, az Romániai Magyar Demokrata Szövetség (RMDSZ) kezdeményezésére 1991. április 20-án újjáalakult az Erdélyi Magyar Közművelődési Egyesület. Elnöke, Dávid Gyula az első munkaesztendőt értékelve leszögezte, hogy a megújhodott szervezet nem kíván a közművelődés terén egyeduralmi helyzetet teremteni, hanem ellenkezőleg: az országszerte létező helyi magyar kulturális alakulatok mint tagszervezetek autonóm működésének tiszteletben tartásával azok munkáját igyekszik egybehangolni, s ahol még nem léteznek, ott önálló helyi megalakulásukat segíti elő. Ez a "plurális egység" hozta magával, hogy ma már mintegy 200 helyi művelődési egyesület, tánc- és dalegyüttes, alapítvány, műemlékvédő társaság, műkedvelő színház, ifjúsági kör, turisztikai és sportklub, népfőiskola, önképzőkör, fúvószenekar, természetvédelmi csoport, tájszövetség és szórványközpont tartható számon.
Ezek munkájában előtérbe került az évtizedek óta elfojtott, betiltott helyi hagyományok felújítása, emléktáblák helyezése, szobrok felállítása, költők, írók tiszteletére rendezett ünnepélyek sorozata, műemlékek helyreállítása. Az EMKE segédletével került sor Ady Endre, Áprily Lajos, Arany János, Benedek Elek, Dsida Jenő, Gábor Áron, Horváth István, Kölcsey Ferenc, Kőrösi Csoma Sándor, Kriza János, Mikes Kelemen, Misztótfalusi Kis Miklós, Olosz Lajos, Petőfi Sándor, Szabédi László, Szilágyi Domokos, Tamási Áron emlékének megörökítésére különböző helyszíneken. Párhuzamosan megindult a népfőiskolák előkészítése. Szabó Zsolt főszerkesztésével új köntösben jelent meg újra a Művelődés c. folyóirat.
A felélénkülő művelődési élet jele az 1992-ben létesített EMKE-díjak kiosztása Kolozsvárt.

## További irodalom
- Dankanits Ádám: A közművelődés történetéről. Korunk 1977/1-2.
- Balogh Edgár: Egy brassói tanácskozás elé. A Hét 1991/16.
- Dávid Gyula-Kötő József-Sylvester Lajos: Milyen legyen – milyen lehet az EMKE? A Hét 1991/19.
- Közművelődési ünnepeinkről. Vita, lejegyezte Gagyi József. Művelődés 1991/10. *Sylvester Lajos: Új kihívás a közművelődés számára. Művelődés 1992/2.
- Dávid Gyula: Vitaindító helyzetjelentés. Művelődés 1992/7.